# 拱坝河
拱坝河，是中国长江流域的一条河流，汇入白龙江上游右岸，属于嘉陵江水系。河长89千米，流域面积1281平方千米，多年平均流量22立方米每秒。自然落差1655米。水能理论蕴藏量6万千瓦。